# Friville-Escarbotin
Friville-Escarbotin é uma comuna francesa na região administrativa de Altos da França, no departamento de Somme. Estende-se por uma área de 8.86 km². Em 2010 a comuna tinha 4 599 habitantes (densidade: 519,1 hab./km²).